# Campeón de Campeones 1954-55
El Campeón de Campeones 1954-55 fue la XIV edición del Campeón de Campeones que enfrentó al campeón de la Liga 1954-55: Zacatepec y al campeón de la Copa México 1954-55: América. Conforme a la costumbre y reglamento vigente, se realizó un solo partido en el Estadio Olímpico de la Ciudad de los Deportes. Cuatro días después de conquistar la Copa, América conquistó el título al vencer 3-2 al Zacatepec, con dos tantos de Manuel Cañibe, que también había anotado el del campeonato por el certamen copero. El triunfo representó el primer cetro de este tipo para el cuadro capitalino.

## Partido
| Zacatepec |  |  |  | Campeón de la Primera División de México (1954-55) |
| América   |  |  |  | Campeón de la Copa México (1954-55)                |

| 10 de marzo de 1955                         | América                     | 3:2 (0:0) | Zacatepec                | Estadio Olímpico de la Ciudad de los Deportes, Ciudad de México |                                                      |
|                                             | Nájera 63' · Cañibe 77' 81' | Reporte   | Arnauda 70' · Candia 90' | Asistencia: 30 000 espectadores Árbitro(s): Crawford            | Asistencia: 30 000 espectadores Árbitro(s): Crawford |
| América Campeón de Campeones 1954-55 (3:2). |                             |           |                          |                                                                 |                                                      |

| Campeón de Campeones 1954-55 |
| ---------------------------- |
|                              |
| América                      |
| 1.er Título                  |